# En las profundidades del Sena
En las profundidades del Sena ("Sous la Seine" en francés, en inglés Under Paris) es una película francesa estrenada en 2024. Fue dirigida por Xavier Gens, quien la coescribió con Yannick Dahan, Maud Heywang y Yaël Langmann. Está protagonizada por Bérénice Bejo como una afligida bióloga marina que se ve obligada a afrontar su trágico pasado para salvar a París de un baño de sangre cuando aparece un tiburón gigante en el Sena. Se transmite exclusivamente en Netflix.
Producida con un presupuesto de 19,6 millones de euros, la película fue estrenada por Netflix el 3 de junio de 2024 e inicialmente recibió críticas mixtas a positivas, y algunos críticos la compararon con Tiburón (1975) y otras películas del género de películas de tiburones. Las reseñas posteriores han sido menos favorables.

## Argumento
En el vórtice de basura del Pacífico Norte, cerca de Hawái, Sophia Assalas y su equipo de buzos siguen la pista de Lilith, una hembra de tiburón mako . Chris, el marido de Sophia, está buceando con Sam, Juan y Tom, mientras Sophia y Jade permanecen en el barco y los observan desde su pantalla. Mientras esperan a Lilith, que está equipada con una baliza, examinan el cadáver de un cachalote que quedó atrapado en el plástico. Varios tiburones vienen merodeando, antes de que Lilith se les una. El animal ha crecido de forma anormal desde el último encuentro con el equipo de Sophia. Uno de los buceadores quiere sacarle muestras para saber el motivo de ese cambio en su crecimiento, pero no sale bien ya que Lilith ataca a los tres buceadores. Sophia, asustada, salta del barco para intentar salvarlos, pero ella a su vez es atacada, arrastrada al fondo y herida en los tímpanos. Consigue escapar, pero el localizador deja de funcionar, y pierden al tiburón.
Tres años más tarde, todavía muy afectada por esta tragedia, Sophia se convirtió en guía en un acuario parisino. Allí conoce a Mika, una joven activista de 20 años que trabaja por la protección de los tiburones en todo el mundo. Mika le explica que consiguió localizar a Lilith, en el Sena, siendo esta una situación extraña ya que es imposible que esta especie sobreviva en agua dulce. A Sophia le cuesta creérselo, a pesar de que haya una reciente noticia de que un hombre está desaparecido tras caer con su vehículo al agua. Mika decide bucear sola cerca del cadáver y nota una marca de mordisco en el coche. Es detenida por Adil, jefe de brigada de la policía fluvial de París . A él y a sus superiores les cuesta creer la historia del tiburón, por lo que Mika les pide que se pongan en contacto con Sophia, porque el campeonato mundial de triatlón está a punto de organizarse en la capital con una prueba de natación en el Sena, precisamente donde fue vista Lilith.
Tras el descubrimiento de un nuevo cuerpo devorado en el agua, Adil visita a Sophia. Equipados con el rastreador de balizas, localizan al animal, pero Mika, ayudada por su amiga Ben, consigue desactivar la baliza para proteger a Lilith de la policía.
Acompañada por Adil y su superior Angèle, Sophia intenta convencer a la alcaldesa de París de que tome medidas drásticas para proteger a la población cancelando el evento deportivo. Pero no les toma en serio y no quiere perturbar la celebración del triatlón, antesala de los futuros Juegos Olímpicos . Mientras Sophia organiza la caza del tiburón con la brigada fluvial, Mika alertó a muchos internautas para proteger a Lilith y sacarla del Sena guiándola hacia el océano. Gracias a un chivatazo, Sophia, Adil y sus compañeros los encuentran en las catacumbas . Allí descubrieron dos tiburones ya que Lilith dio a luz. A pesar de las advertencias de Sophia, Mika se sumerge en el agua, convencida de que el tiburón no la atacará, pero es devorada por Lilith, que atrae a muchos otros pequeños tiburones que luego provocan el pánico, muchos cayendo y siendo empujados al agua, lo cual provoca una verdadera carnicería. Varios activistas, incluido Ben, mueren, así como agentes de policía. Sophia observa impotente la carnicería y luego va con Adil al hospital junto a la cama de los heridos. Regresan a las catacumbas donde se encontró el cuerpo de uno de los bebés de Lilith. Sophia estudia al animal y comprende un poco mejor cómo el tiburón pudo adaptarse al agua dulce del Sena. Se da cuenta de que el bebé es hembra y que ella y Lilith pueden reproducirse por sí mismas, siguiendo el modo de reproducción partenogénesis.
Si bien se han registrado doce muertes, el equipo de la brigada fluvial y Sophia se encuentran nuevamente frente al alcalde. Quiere evitar a toda costa la polémica porque el triatlón debe empezar en 24 horas . Sophia y Adil se sienten impotentes, pero no se dan por vencidos y parten en busca del nido de Lilith para destruirla con explosivos.
Mientras Angèle organiza la seguridad del alcalde durante el triatlón, su equipo participa en la búsqueda del tiburón. Descubre muchos otros tiburones en una cripta de las catacumbas. Varios policías mueren, pero Adil y Sophia logran volar el lugar para atrapar a los animales.
Una vez fuera, creyendo que están a salvo, Lilith sale de entre los escombros y vuelve a matar a los agentes de policía. Sophia y Adil consiguen librarse, pero el tiburón localiza nuevos objetivos: los nadadores del triatlón, lo cuales ya han empezado la competición. Ataca a varios de ellos, y es presenciado por todos los de alrededor, entre otros, medios de comunicación que han venido a filmar el evento. El ejército abre fuego contra el animal, lo que provoca la explosión de viejos proyectiles que se encontraban en el fondo del Sena. Esto ahuyenta al tiburón, pero provoca la destrucción de varios puentes parisinos y una catastrófica subida del agua que inunda París, socavando el lema de la ciudad, Fluctuat nec mergitur . Sophia ayuda al herido Adil. Refugiados en el tejado de un edificio, están rodeados por decenas de tiburones. Esta es la última imagen de la película, mientras que los créditos se puede apreciar cómo los tiburones, que se han reproducido rápidamente, están llegando a todas las ciudades importantes del mundo, tales como: Londres, Nueva York, Bangkok, Tokio y Venecia .

## Reparto
- Bérénice Bejo : Sophia Assalas
- Nassim Lyes como Adil
- Léa Léviant como Mika
- Sandra Parfait como Caro
- Aksel Ustun como Nils
- Aurélia Petit como Angèle
- Marvin Dubart como Markus
- Daouda Keita como Leopold
- Ibrahima Ba como Adama
- Anne Marivin como la alcaldesa de París
- Bérénice Bejo : Sophia Assalas
- Nassim Lyes : Adil, brigadier-chef de la brigade fluviale
- Léa Léviant : Mika, jeune activiste
- Sandra Parfait : Caro, membre de la brigade fluviale
- Aksel Ustun : Nils, membre de la brigade fluviale
- Aurélia Petit : Angèle, capitaine de la brigade fluviale
- Marvin Dubart : Markus, membre de la brigade fluviale
- Daouda Keita : Léopold, membre de la brigade fluviale
- Ibrahima Ba : Adama, membre de la brigade fluviale
- Anne Marivin : la maire de Paris.[2][3]
- Stéphane Jacquot : Poiccard, démineur
- Jean-Marc Bellu : Berruti, démineur
- Nagisa Morimoto : Ben, amie activiste de Mika
- Yannick Choirat : Chris, compagnon de Sophia
- Iñaki Lartigue:[4] Juan, membre de l'équipe de Sophia
- Victor Pontecorto : Sam, membre de l'équipe de Sophia
- Thomas Espinera : Tom, membre de l'équipe de Sophia
- Anaïs Parello : Jade, membre de l'équipe de Sophia
- Iván González : André, secrétaire de la maire
- Patrick Ligardes : le préfet de police de Paris
- Maud Forget : le journaliste de triathlon
- Jonas Dinal : Adewale, sans-abri
- Hugo Trophardy : Victor
- Yves Calvi : lui-même
- Ricky Tribord : l'officier de Marine
- Monsieur Poulpe : un nageur du triathlon
- Timi-Joy Marbot : Raphaël
- Gael Langouet : Marius